# Martinho de Melo e Castro
Martinho de Melo e Castro (ur. 11 listopada 1716, zm. 24 marca 1795), często nazywany po prostu: Martinho de Melo – dyplomata i polityk portugalski, który został pierwszym ministrem i sekretarzem stanu spraw zagranicznych i wojny, za panowania Marii I (9 grudnia 1785 - 1 kwietnia 1786). Jego rodzicami byli Francisco de Melo e Castro i Maria Joaquina Xavier da Silva.